# Phlegopsis barringeri
Phlegopsis barringeri es un taxón de ave inválido de la familia Thamnophilidae. Fue descrito en 1951 a partir de un único espécimen macho obtenido en Colombia. Las autoriddes taxonómicas no lo consideran válido, por ser el ejemplar tipo un híbrido entre hormiguero maculado y hormiguero alirrojo.